# Acestrocephalus maculosus
Acestrocephalus maculosus es una especie de peces de la familia Characidae en el orden de los Characiformes.

## Morfología
Los machos pueden llegar alcanzar los 7,9 cm de longitud total.
- Número de  vértebras: 39-41.[1]

## Hábitat
Vive en zonas de clima tropical.

## Distribución geográfica
Se encuentran en Sudamérica: afluentes del curso superior del río Tocantins en Brasil.